# Enxude
Enxude, auch Enxudé, ist eine Ortschaft in Guinea-Bissaus mit 568 Einwohnern (Stand 2009). Der Ort gehört zum Verwaltungssektor von Tite in der Region Quinara.

## Lage und Verkehr
Enxude liegt an der breiten Mündung des Rio Geba, gegenüber der Hauptstadt Bissau. Eine tägliche Fähre der öffentlichen Consulmar-Schifffahrtsgesellschaft verbindet Enxude mit der Hauptstadt und den Bissagos-Inseln Bolama und Bubaque.
Der Ort liegt etwa 10 km nördlich der Sektorhauptstadt Tite, eine direkte, aber einfache Straße verbindet die Orte.

## Söhne und Töchter des Ortes
- Francisco Mendes (1939–1978), General der PAIGC-Guerilla und erster Premierminister Guinea-Bissaus